# Pseudo-labour

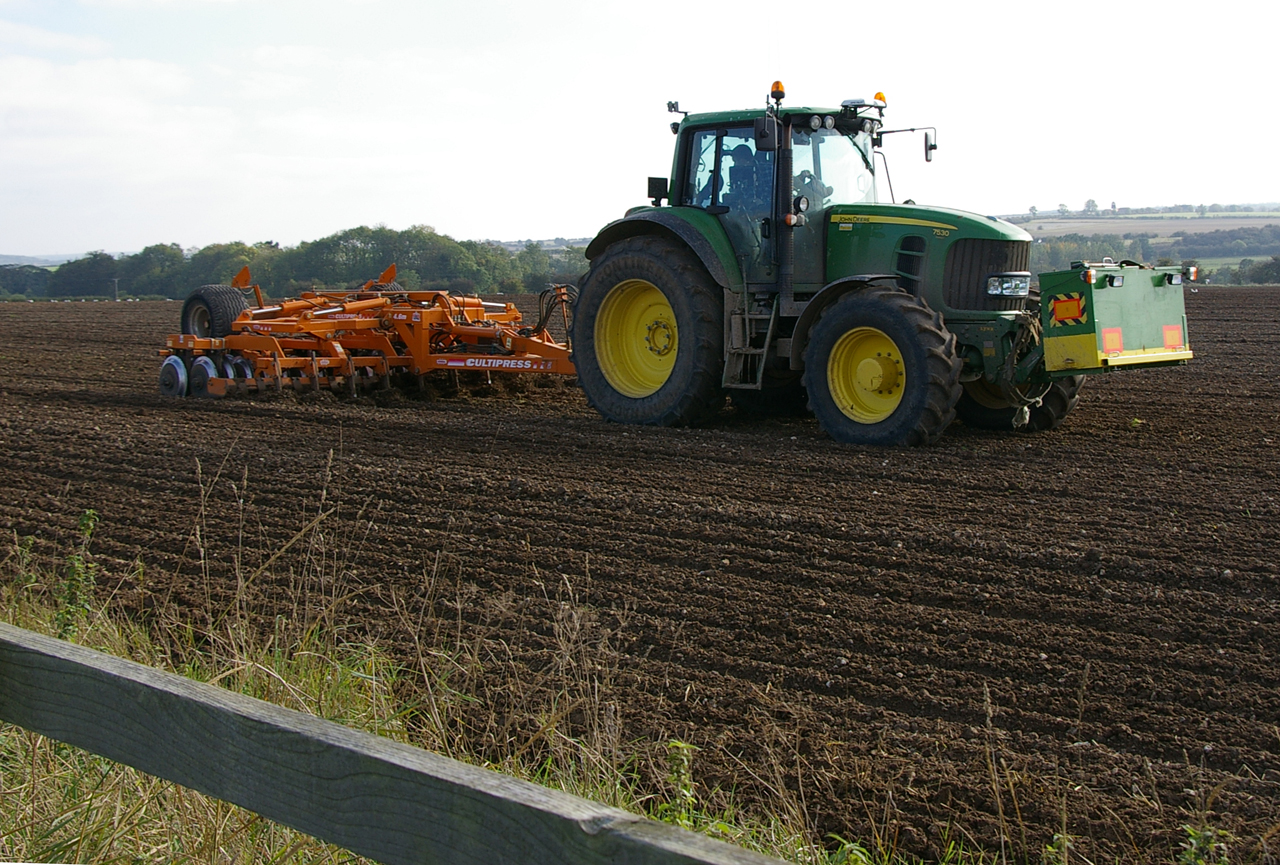
Pseudo-labour à profondeur moyenne avec un outil composite Simba Cultipress : dents, lame niveleuse et deux trains de disques de 600 mm. L'outil de 4,6 m de largeur ne nécessite qu'un tracteur de 180 chevaux au lieu de 350 pour une charrue de même largeur. Angleterre, 2010.

Le pseudo-labour est une technique culturale simplifiée exécutée avec des instruments aratoires divers pour remplacer le travail de labour classique à la charrue. Il consiste à fendre le sol à une profondeur voisine ou inférieure à celle d'un labour, mais sans retournement, ce qui évite de concentrer les débris végétaux en fond de travail. On retrouve après coup ces débris en surface (effet anti-érosif) ainsi que d'éventuelles adventices non enfouies.

## Avantages
1. Gain de temps et d'énergie pour l'agriculteur[3],[4].
2. L'activité biologique du sol est fortement accrue : le nombre de galeries de vers de terre est deux fois plus élevé en pseudo-labour qu'en labour et plus de trois fois plus élevé en semis direct.
3. Les matières organiques ou éléments minéraux sont mieux répartis, sur l'ensemble du profil, comparativement à un labour[3]. Le taux de matières organiques augmente dans les premiers cm[4].

## Inconvénients
- Le pseudo-labour laisse souvent de la végétation en surface, ce qui complique parfois le semis et les graines d'adventices enfouies superficiellement lèvent facilement, aussi de nombreux agriculteurs associent pseudo-labour et désherbage chimique total (au Roundup, par exemple) réalisé environ un mois avant le pseudo-labour, le recours aux herbicides peut augmenter globalement jusqu'à 30 %[4].
- Certains parasites, en particulier les limaces sont favorisés,
- Les pailles sont de préférence récoltées pour faciliter le semis, ce qui est défavorable à l'augmentation du taux d'humus sur l'ensemble du profil (bien que globalement l'effet soit en général positif).

## Types de pseudo-labour
Le pseudo-labour peut être :

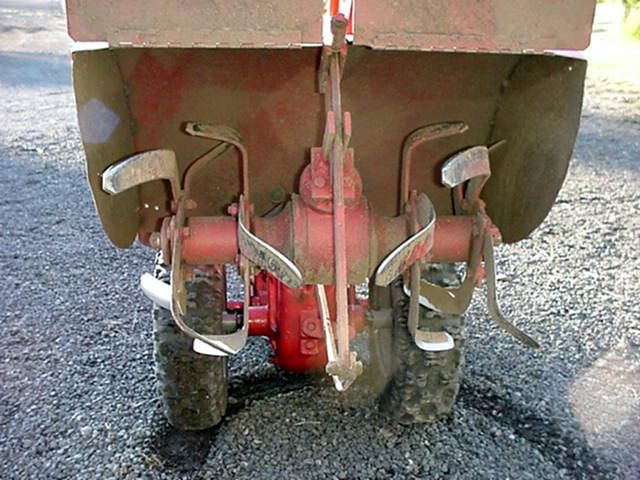
Houe rotative sur motoculteur. Ces machines très utilisées en jardinage et maraîchage peuvent effectuer un pseudo-labour superficiel. Il en existe de plusieurs m de largeur pour les grandes cultures (rotavator).

- Houe rotative sur motoculteur. Ces machines très utilisées en jardinage et maraîchage peuvent effectuer un pseudo-labour superficiel. Il en existe de plusieurs m de largeur pour les grandes cultures (rotavator).superficiel à 5-8 cm de profondeur avec des outils à disques ou à dents (pulvériseur, herse, houe rotative),
- moyen (cultivateur à 10-15 cm),

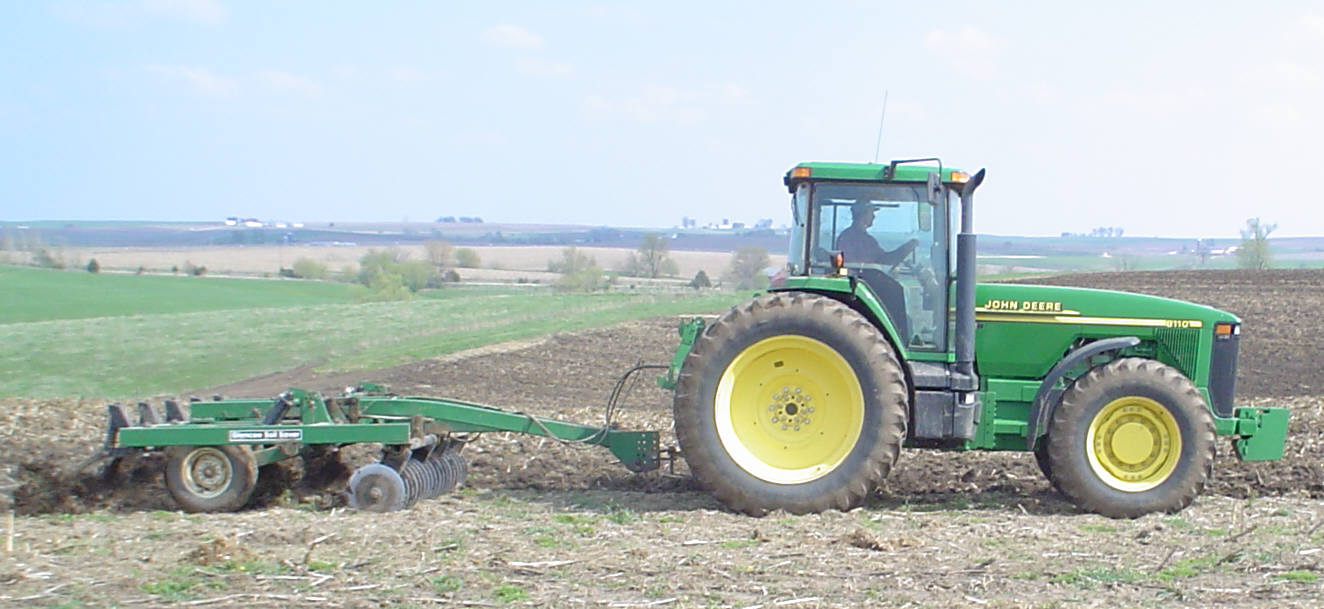
Pseudo-labour profond (ou décompactage) avec une charrue-chisel et un tracteur de 200 chevaux, États-Unis, 2004.

- Pseudo-labour profond (ou décompactage) avec une charrue-chisel et un tracteur de 200 chevaux, États-Unis, 2004.profond (25-30 cm avec une charrue-chisel ou un autre type de décompacteur),
- Les outils peuvent être combinés; exemple : dents de cultivateur + train de disques (photo).

## Précautions
Pour le semis directement après pseudo-labour superficiel, cinq conditions préalables doivent être remplies.
1. Sol non tassé (attention en terres limoneuses).
2. Drainage naturel satisfaisant, pas de risques d'eaux stagnantes.
3. Pas d'ornières.
4. Mauvaises herbes et repousses de la culture précédente maîtrisées.
5. Paille récoltée ou, si elle est laissée sur le champ, elle doit être bien hachée et répartie régulièrement (la balle et les menues pailles aussi).

Si l'une de ces conditions n'est pas remplie, il vaut mieux recourir au pseudo-labour moyen à profond.